# Stazione di Leopardi
La stazione di Leopardi è una stazione della ferrovia Circumvesuviana, sita nell'omonima frazione del comune di Torre del Greco.
Si trova sulla ferrovia Napoli-Pompei-Poggiomarino. 
La stazione deve il nome alla frazione in cui è ubicata, località in cui risiedette Giacomo Leopardi. Nelle vicinanze vi è anche il santuario della Madonna del Buon Consiglio.

## Storia
La stazione venne attivata in data imprecisata. Nel 1948, in conseguenza dei lavori di raddoppio della linea per Napoli, entrò in servizio il nuovo fabbricato viaggiatori.

## Strutture e impianti
La stazione ha quattro binari, di cui tre passanti per il servizio passeggeri e un quarto tronco, utilizzato da carri per la manutenzione per la linea. Le banchine sono collegate da un sottopassaggio. Il fabbricato viaggiatori ospita una piccola sala d'attesa e una biglietteria, ormai chiusa e disabilitata.

## Servizi
La stazione dispone di:
- Sottopassaggio